# Juba Air Cargo
Juba Air Cargo — суданская грузовая авиакомпания, базировавшаяся в международном аэропорте Хартума. Была создана в 1997 году, обслуживала внутренние грузовые перевозки. В 2006 году авиакомпания прекратила свою деятельность.

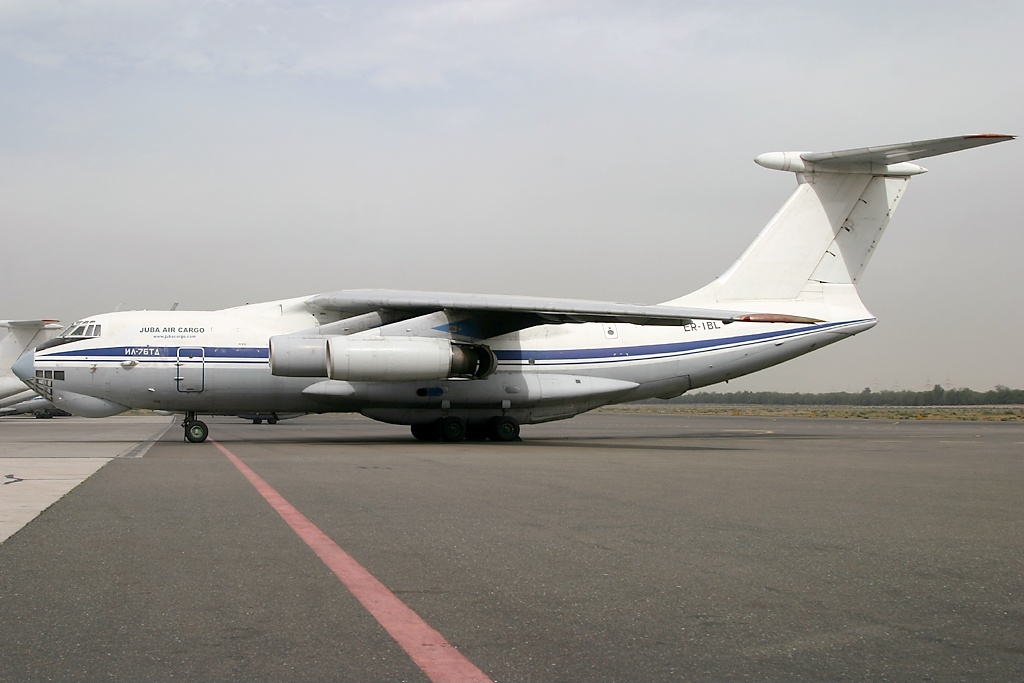
Самолёт Ил-76 (ER-IBL)

## Типы ВС
За время существования авиакомпании Juba Air Cargo в состав её флота входили самолёты: Як-40, Ил-76, Ан-12.

## Инциденты
8 ноября 2007 года самолет Ан-12 авиакомпании Juba Air Cargo вылетел из аэропорта Хартум. Через две минуты после взлета командир доложил об отказе двигателя из-за столкновения с птицами. При заходе на посадку столкнулся с проводами.
27 июня 2008 года Ан-12 вскоре после вылета из аэропорта Хартум попал в центр грозового облака. У самолёта отключились три двигателя, он мгновенно потерял 4200 метров высоты. В итоге самолет столкнулся с деревьями и загорелся. Выжил один человек из восьми, находившихся на борту.